# Carlos Gutiérrez Estefa
Carlos Gutiérrez Estefa (Miguel Hidalgo, Ciudad de México, 5 de febrero de 1999), es un futbolista mexicano, juega como extremo y actualmente milita en el Club Jaiba Brava de la Liga de Expansión MX.

## Clubes
| Club              | País   | Año         |
| ----------------- | ------ | ----------- |
| UNAM              | México | 2019        |
| Atlético San Luis | México | 2019 - 2020 |
| UNAM              | México | 2020 - 2024 |
| Jaiba Brava       | México | 2024 - Act. |